# Bignicourt-sur-Marne

Bignicourt-sur-Marne este o comună în departamentul Marne, Franța. În 2009 avea o populație de 386 de locuitori.